# Tétrafluorure de titane
Le tétrafluorure de titane est un composé chimique de formule TiF4. Il se présente sous la forme d'une poudre blanche formée de cristaux incolores très hygroscopiques qui réagit avec l'eau en sifflant. Sa structure cristalline en colonnes lui est propre : elle est constituée d'octaèdres TiF6 formant une structure orthorhombique du groupe d'espace Pnma (no 62) avec a = 2 281,1 pm, b = 384,4 pm, c = 956,8 pm, et Z = 12.
On peut obtenir du tétrafluorure de titane en faisant réagir du tétrachlorure de titane TiCl4 avec un excès de fluorure d'hydrogène HF :
TiCl4 + 4 HF ⟶ TiF4 + 4 HCl.
Le tétrafluorure de titane est utilisé pour la production de fluorures d'hétérosides, ou encore pour l'addition de carbanions aux aldéhydes et aux imines. Il est également employé comme catalyseur pour la synthèse chimiosélective et la déprotection des diacétates géminés d'aldéhydes. Son utilisation dans les dentifrices a également été étudiée.